# Kostel svatého Petra a Pavla (Volfartice)
Kostel svatého Petra a Pavla ve vsi Volfartice u České Lípy je rokoková stavba z 2. poloviny 18. století. Je farním kostelem Římskokatolické farnosti Volfartice. Je chráněn jako kulturní památka České republiky.

## Historie kostela a farnosti

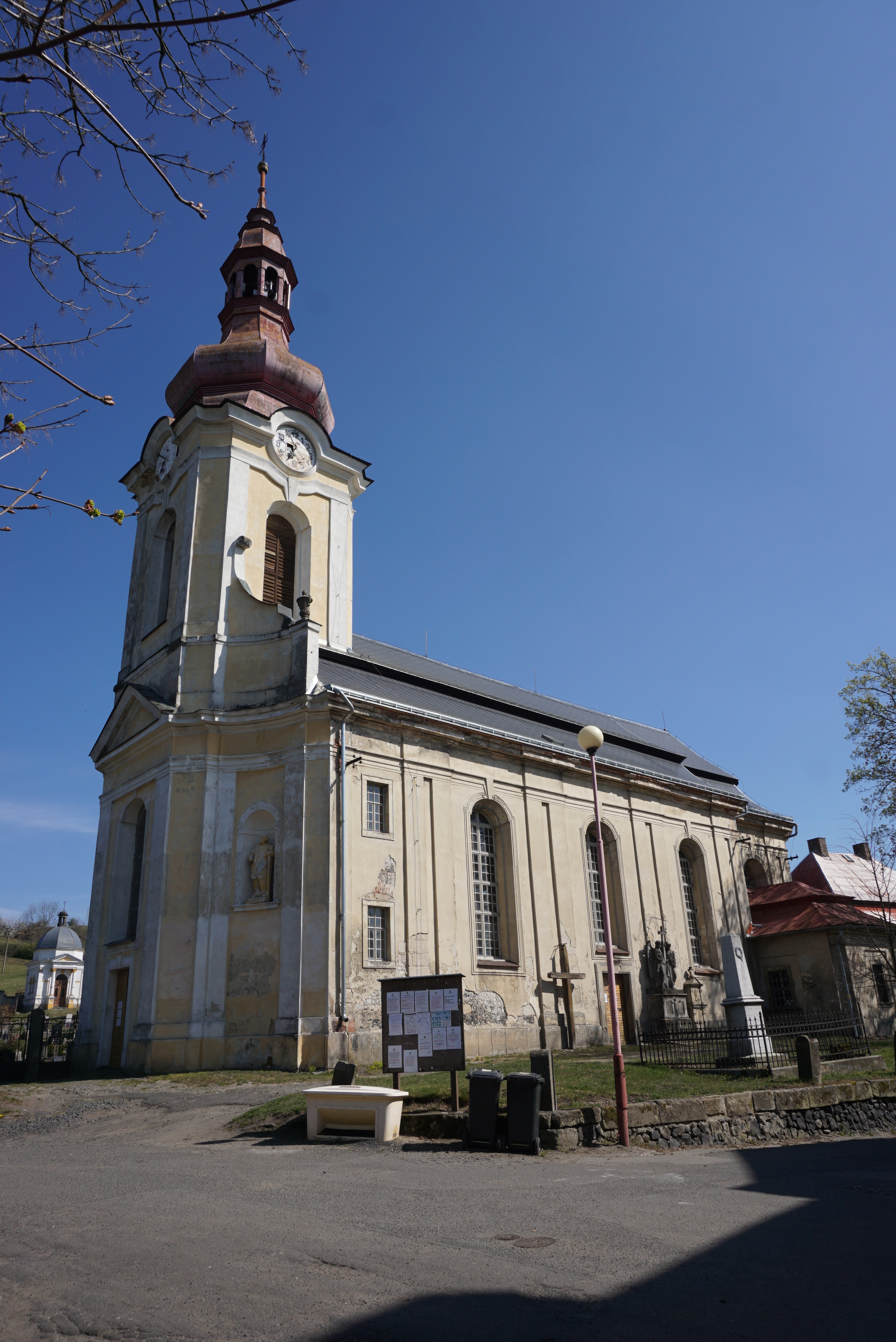
Kostel sv. Petra a Pavla z průčelí a boku

První zmínka o existenci nějakého kostela pochází z roku 1352, další v roce 1365 uvádí existenci oltáře Panny Marie. Ze 14. století je existence kostela potvrzena záznamem o seznamu odváděných desátků. Kdy byl první, gotický kostel postaven, jisté není. Asi na jeho základech byl vybudován v 18. století kostel nový, stávající.
V 17. století se majitelem Volfartic stal řád Maltézských rytířů, kteří se ujali i místní duchovní správy a byli iniciátory přestavby kostela do dnešní podoby. V roce 1756 byla obnovena samostatná farnost, dříve byla ves s kostelem, budovou fary i hřbitovem v církevní správě kostela v Horní Libchavě. Stalo se tak rozhodnutím Emanuela, hraběte Kolovrata, maltézského rytíře a velkopřevora řádu. V roku 1776 je záznam o potvrzení faráře Karla Emanuela Küffnera v jeho funkcí.
V roce 1752 byl sepsán inventář kostela. Kostel byl popsán jako kamenná stavba s dřevěnou střechou pokrytou šindelem, s jednou santusníkovou vížkou. Měl jednu sakristii, oltář a obraz svatého Petra a Pavla. U oltáře byly čtyři pozlacené sochy svatých, Jana Křtitele, Barbory, Josefa a Jana Nepomuckého. V nástavci byla pozlacená socha Boha otce, jsou uvedeny sloupy a sochy velkých i malých andělů. Zapsána byla existence hřbitova u kostela s dřevěnou zvonicí i domněnka zdejšího administrátora Josefa Neümanna, že kostel je středověkou stavbou. Obdobných inventárních záznamů z různých dob je zachováno více.
V letech 1778 až 1780 byla postavena nová zvonice. Prodlevu ve stavbě způsobily válečné události. V roce 1784 sepsal po své osobní návštěvě litoměřický biskup Emanuel Arnošt, hrabě Valdštejn svůj list s výzvou Maltézskému řádu, aby chatrný kostel byl dostavěn. O rok později započala přestavba kostela. Náklady byly odhadnuty na 4 749 zlatých, byly však daleko vyšší, konečné vyúčtování bylo 5 182 zlatých. Hlavní část stavebních prací byla ukončena roku 1795. Počátkem 19. století se ve stavebních pracích pokračovalo. Byla postupně postavena nová hřbitovní zeď i kaple, rozšířen hřbitov, opravena věž, vyměněna šindelová krytina. V roce 1883 byl kostel barevně vymalován (do šeda). Další větší úpravy jsou z roku 1929. Ve 20. století získal kostel nové varhany (z tehdy zdevastovaného kostela v Horní Libchavě) a byla opravena střecha. Přece však kostel chátral. V roce 2010 byla provedena výměna oken.
Po roce 1920 přijala farnost do správy litoměřická diecéze a na faru byli dosazováni diecézní kněží. Poslední zdejší farář (P. Josef Slavík) zemřel v roce 1991 a je pohřben na místním hřbitově a duchovní správa je obstarávána z České Lípy.

## Stavební podoba kostela
Kostel v dnešní podobě je z 80. let 18. století. Je orientován k východu, nad západním průčelím je mohutná věž a z jihu přiléhá k presbytáři malá zákristie. Kostel stojí na dolním konci svažitého hřbitova a proto trpí vlhkostí.
V interieru zaujme zejména kruchta s bočními ochozy, které obepínají kostelní loď, což je typické pro většinu kostelů v této části ČR. Zařízení je jednotné, rokokové, laděné do bíla v kontrastu k šedivě vymalovaným zdem. Na kruchtě jsou barokní varhany zachráněné ze zdevastovaného kostela v Horní Libchavě.

## Duchovní správci
- do roku 1953 - R.D. Bohumil Kužela
- 1953-1954 - R.D. František Malý
- 1954-1991 - R.D. Josef Slavík
- od roku 1991 - R.D. Viliam Matějka (excurrendo z České Lípy)

## Kostel v současnosti
Kostel je dnes v nepříliš dobrém technickém stavu, fasáda je zničená a v interieru místy opadává omítka, přesto se zde konají bohoslužby (v neděli v 11.30).